# 村山元英
村山 元英（むらやま もとふさ、1934年6月26日 - 2015年6月1日）は、日本の経営学者。

## 人物
東京都出身。中央大学商学部卒、シートン・ホール大学大学院修士課程修了、1975年「Comparative Management(比較経営論)  日本・アジア的視座の展開」で中大商学博士。
プライスウォーターハウスクーパースでの勤務の後、シートン・ホール大で教鞭をとり、帰国後に上智大学講師・中央大学助教授・千葉大学法経学部助教授・同大教授。2000年定年退官となり名誉教授、翌年から2008年まで中京大学教授を務めた。専門は国際経営学。
成田空港問題についての研究も行い、1982年に芝山町で第1回「ハニワ祭り」（現・芝山はにわ祭）の開催に携わっている。1990年に有志らと発足させた「地域振興連絡協議会」（地連協）で初代会長を務め、反対同盟（熱田派）と国側の対話のきっかけを作った。しかし、1995年10月24日に話し合いの動きに反対する中核派による放火を受け、自宅が半焼している。このとき村山は読売新聞の取材に対し「ついにやられたという感じだ。しかし、地域のみなさんが集まり、焼け跡の後始末を手伝ってくれた」と語った。
妻はアメリカ人で元麗沢大学教授、長男は、駒澤大学教授、長女はイギリス在住で大学講師、次女は、米国在住で教師、三女は芸術学者で玉川大学准教授村山になである。
詳しい略歴は　https://www.seattle.us.emb-japan.go.jp/japanese/culture/2009/kabuki_murayama%20.pdf

## 著書
- 『アジア経営学入門 東方の文化と経営の接点』産学社 1971
- 『地域環境経営論 青年経営者の指導力理論』白桃書房 1972
- 『日本経営学 集団魔力の論理』白桃書房 1973
- 『国際経営比較論 国際経営学研究の基礎』泉文堂 1975
- 『経営文化論』ぎょうせい 1977
- 『経営海外移転論 土着型近代化の論理』創成社 1979
- 『わが家の日米文化合戦』PHP研究所 1979　のち講談社文庫（副題；アメリカ人妻vs.日本人亭主）
- 『異文化理解への道 「仮宿」の思考』サイエンス社 1981
- 『経営生態論 群れる活力』創成社 1982
- 『日本人と<縁>思想』日本経済評論社 1982
- 『アメリカを狩りする青春』三修社 1985
- 『国際アジア学入門』日本経済評論社 1985
- 『国際地方学・"ちば"実験』文真堂 1986
- 『まちづくり国際経営』文真堂 1987
- 『コンベンション経営戦略 地域・都市間国際協調の演出』日本地域社会研究所 1988
- 『経営宗教学事始め 元の理研究』文真堂 1990
- 『ふるさと経営学 地球時代の地域国際未来開発戦略』日本地域社会研究所 1990
- 『空港ビジネス論 地域との共生を求めて』文真堂 1993
- 『経営学原理 根源の論理』文真堂 1996
- 『新・経営海外移転論 国際経営学の理論づくり』創成社 1997
- 『アジア経営学 国際経営学/経営人類学の日本原形と進化』文眞堂 2002
- 『経営管理総論 身体的経営一元論』文眞堂 2003
- 『空港文化・新企業戦略 空の民営街道論』文眞堂 2004
- 『国際経営学原論 現象から実在へ』創成社 2004
- 『戦略と哲学 経営者開発論』文眞堂 2005
- 『企業文化原論 経営の芸術力』文眞堂 2008
- 『縁と粋の経営 グローカル・にっぽんを創る 経営随筆』文眞堂 2015

### 共編著・監修
- 『国際経営学概論 経営環境論的方法の展開』中村常次郎共著 東洋経済新報社 1973
- 『日本型経営の現地資源化』大泉光一共編著 白桃書房 1985
- 『感性ビジネスザ・コンファレンスセンター 会議・研修ビジネスの産業起し』田中慎吾共著 文真堂 1993
- 『成田空港と地域振興 天の心・地の心』石井新二共編 地連協エアフロント研究会著 文真堂 1994
- 『経営文化論序説 不易と流行』小柏喜久夫共著 文眞堂 1997
- 『民営ハブ空港論 九十九里宝島構想』編著 文眞堂 1997
- 『経営人類学 動物的精気の人間論』小柏喜久夫共著 創成社 1998
- 『多元主義の経営学 開発と文化の方向』監修 国際経営文化学会編 文眞堂 1998
- 『グローカル経営戦略 名古屋の企業文化論』編著 文眞堂 2006
- 『国際経営と経営文化 "身の丈に合った"学問』編著 文眞堂 2007
- 『創造的破壊の経営学 破れない"二つめ"の卵の殻』村山にな共著 文眞堂 2011
- 『芸術経営学事始め 芸術と経営の教育基礎を結ぶ』村山にな共著 文眞堂 2015

### 翻訳
- J.N.バーマン『国家利益と多国籍企業』中村常次郎共訳 東洋経済新報社 1975
- B.トイン, D.ナイ編『国際経営学の誕生』監訳 国際経営文化学会訳 文眞堂 国際経営学の誕生 2000-04

## 論文
- <村山元英